# John Gilbert Baker
John Gilbert Baker (1834, Guisborough, Yorkshire - 1920, Kew) fue un botánico inglés. Trabajó en la biblioteca y herbario de los Royal Botanic Gardens, Kew entre 1866 a 1899, y fue conservador del Herbario.
Escribió libros de texto sobre muchos grupos vegetales, incluyendo Amaryllidaceae, Bromeliaceae, Iridaceae, Liliaceae, y helechos. Sus libros incluyen Flora de Mauritania y de las Seychelles (1877), y Manual de las Irideae (1892). Es el padre del botánico Edmund Gilbert Baker.

## Obra
- The Leguminosae of tropical Africa. Erasmus, Gent 1926-30 póstumo

- A summary of the new ferns which have been discovered or described since 1874. Clarendon, Oxford. 1892

- Handbook of the Irideae. Bell & sons, Londres 1892

- Handbook of the Bromeliaceae. Bell & sons, Londres 1889

- Handbook of the Amaryllideae, including the Alstroemerieae and Agaveae. Bell & sons, Londres 1888

- Handbook of the fern-allies. Bell & sons, Londres 1887

- A flora of the English Lake District. Bell, Londres 1885

- Flora of Mauritius and the Seychelles. Reeve, Londres 1877

- A new flora of Northumberland and Durham. Williams & Norgate, Londres 1868

- The flowering plants and ferns of Great Britain. Cashs, Londres 1855

- A supplement to Baines' Flora of Yorkshire. Pamplin, Londres 1854

### Artículos de revistas
Escribió 400 artículos principalmente en las revistas J. of Botany, British & Foreign, Rev. de la Sociedad Linneana y Kew Bull.
- Occurrence of Carex Persoonii in an unrecorded Locality in Yorkshire. In: The Phytologist: A popular botanical miscel. 3: 738–739 1849

- Review of the British Roses. Especially Those of the North of England. The Naturalist 1, Londres 1864, pp. 14–24, pp. 33–38, pp. 60–67, pp. 93–103, pp. 141–144

- On the English Mints. J. of Botany, British & Foreign 3, Londres 1865, pp. 233–256

- Revision of the genera and species of Asparagaceae. J. of the Linnean Soc. Botany 14: 508-632, Londres 1875

- A Synopsis of Aloineae and Yuccoideae. J. of the Linnean Soc. Botany 18: 148-241, Londres 1881

- Contributions to the Flora of Madagaskar. – Part I. Polypetalæ. J. of the Linnean Soc. Botany 20 (126): 87-158, marzo de 1883

- Contributions to the Flora of Madagascar. – Part II. Monopetalæ. J. of the Linnean Soc. Botany 20 (127): 159-236 abril de 1883

- Contributions to the Flora of Madagascar. – Part III. Incompletæ, Monocotyledons, and Filices. J. of the Linnean Soc. Botany 20 (128): 237-304 junio de 1883

- Further Contributions to the Flora of Madagascar. J. of the Linnean Soc. Botany 22: 441-536 1886

- Further Contributions to the Flora of Madagascar. J. of the Linnean Soc. Botany 25 (171/172): 294-350 1889/1890

## Honores

### Epónimos
Géneros
- (Adiantaceae) Bakeropteris Kuntze[1]

- (Araliaceae) Bakeria Seem.[2]

- (Bromeliaceae) Bakeria André[3]

- (Bromeliaceae) Bakerantha L.B.Sm.[4]

- (Fabaceae) Bakerophyton (J.Léonard) Hutch.[5]

- (Liliaceae) Neobakeria Schltr.[6]

- (Loranthaceae) Bakerella Tiegh.[7]

- (Sapotaceae) Bakeriella Dubard[8]

- (Sapotaceae) Bakerisideroxylon Engl.[9]